# Schweizer Fussballmeisterschaft 1897/98
Die erste Schweizer Fussballmeisterschaft, die Meisterschaft um den Ruinart-Cup, fand 1897/1898 statt.
Die Meisterschaft wurde nicht durch die 1895 gegründete Schweizerische Football-Association (SFA; ab 1913 Schweizerischer Fussballverband SFV) organisiert, sondern von der 1897 gegründeten und 1932 aufgelösten Genfer Zeitung «La Suisse sportive». Federführend waren die Redaktoren François Dégerine (Redaktionssekretär), der Captain der Rugby-Mannschaft Servette FC Genève war, und Aimé Schwob (Chefredaktor), welcher von 1900 bis 1912 Servette-Präsident sein wird. Der Pokal wurde von der Champagner-Kellerei Ruinart père et fils aus dem französischen Reims gestiftet.
Beim Schweizerischen Fussballverband gilt diese Meisterschaft als inoffiziell, sie führt den Meister Grasshopper Club Zürich dennoch in ihren Annalen auf.
Die Meisterschaft um den Ruinart-Cup wurde in drei regionale Gruppen eingeteilt. Der Sieger jeder Gruppe qualifizierte sich für die Finalspiele. Es dürften einige Spiele fehlen bzw. es fehlen Informationen darüber, wie genau die Finalteilnehmer bestimmt worden sind. Spiele, die keine Auswirkungen auf den weiteren Meisterschaftsverlauf hatten, wurden dabei wahrscheinlich nicht ausgetragen.

## Vorrunde

### Gruppe A
| Datum             |                         | Ergebnis |           |
| ----------------- | ----------------------- | -------- | --------- |
| 20. November 1897 | Grasshopper Club Zürich | 7:2      | FC Zürich |

Gemäss dem Schweizer Sportblatt jenes Jahres war es das einzige Spiel mit Zürcher Beteiligung im Rahmen der Meisterschaft «um den Ruinartbecher». Weitere Spiele, unter anderem auch solche des FC Winterthur, des FC Fortuna, des Anglo-American Club Zürich, des FC Excelsior und des FC St. Gallen, waren «Wettspiele».

### Gruppe B
|                                    | Ergebnis |                                    |
| ---------------------------------- | -------- | ---------------------------------- |
| Villa Longchamp Lausanne           | 1:0      | FC Yverdon                         |
| Lausanne Football and Cricket Club | 4:0      | Maison Neuve Vevey                 |
| Lausanne Football and Cricket Club | 5:2      | FC La Villa Ouchy                  |
| Villa Longchamp Lausanne           | 1:0      | Lausanne Football and Cricket Club |

### Gruppe C
|                              | Ergebnis |                              |
| ---------------------------- | -------- | ---------------------------- |
| Le Château de Lancy (Genève) | 4:0      | Racing Club de Genève        |
| La Châtelaine Genève         | 9:2      | Le Château de Lancy (Genève) |

## Finalspiele
| Datum         |                         | Ergebnis | !Stadion                                  |
| ------------- | ----------------------- | -------- | ----------------------------------------- |
| 19. März 1898 | Grasshopper Club Zürich | 6:1      | Villa Longchamp Lausanne \|Zürich         |
| 4. April 1898 | Grasshopper Club Zürich | 2:0      | La Châtelaine Genève \|Lausanne-Montriond |

Der Schiedsrichter beim Spiel zwischen GC und Villa Longchamp war der Torhüter des FC Basel, John Tollmann. Beim zweiten Spiel wurde Frampton vom Lausanne FF & CC als Schiedsrichter eingesetzt.
Die Meistermannschaft des GC bestand aus Ott (gegen Villa Longchamp), Arbenz (gegen La Châtelaine); Bossard, Sutter; Mende, Schmid (C), Henri Doll; Landolt, Blijdenstein (gegen VL), Wenner (gegen CG), Huguenin, van Delden, Simonius. Weitere Spieler waren, gemäss Foto der Meistermannschaft, Koch und Wunderly.